# 208 (số)
208 (hai trăm linh tám) là một số tự nhiên ngay sau 207 và ngay trước 209.